# Liste der Monuments historiques in Plaisance (Vienne)
Die Liste der Monuments historiques in Plaisance (Vienne) führt die Monuments historiques in der französischen Gemeinde Plaisance auf.

## Liste der Bauwerke
| Bezeichnung                 | Beschreibung              | Standort | Kennzeichnung | Schutzstatus | Datum | Bild |
| --------------------------- | ------------------------- | -------- | ------------- | ------------ | ----- | ---- |
| Kirche Notre-Dame           |                           | (Lage)   | PA00105582    | Classé       | 1920  |      |
| Dolmen von Chiroux (Vienne) |                           | (Lage)   | PA00105581    | Classé       | 1986  |      |
| Friedhofskreuz              | Erbaut im 13. Jahrhundert | (Lage)   | PA00105580    | Classé       | 1917  |      |
| Pfarrhaus                   | Erbaut im 18. Jahrhundert | (Lage)   | PA00105583    | Inscrit      | 1970  |      |

## Liste der Objekte
- Monuments historiques (Objekte) in Plaisance (Vienne) in der Base Palissy des französischen Kultusministeriums